# Битва біля Підни (168 р. до н. е.)
Би́тва при Пі́дні — вирішальна битва Третьої Македонської війни.

## Передісторія
У 3-2 століттях до н. е. загострилася боротьба між Римом і Македонією за гегемонію в Греції та еліністичних країнах. Це привело до трьох війн, які називають Македонськими.
У Першій Македонській війні (215–205 років до н. е.) цар Македонії Філіпп V намагався оволодіти Іллірією (територія на північному заході Балканського півострова). В цей час римляни вели боротьбу з Ганнібалом в Італії і тому не могли виділити достатньо військ для боротьби з Македонією. Проте і македонські війська діяли в цій війні нерішуче. В результаті значних територіальних змін на Балканах не відбулося.
У 200 р. до н. е. почалася Друга Македонська війна (200–197 рр. до н. е.), в ході якої македонські війська були розгромлені при Кіноскефалах. Філіпп V вимушений був відмовитися від всіх володінь Македонії, видати Риму майже весь флот, дати зобов'язання скоротити армію до 5 тисяч чоловік і не воювати з союзниками Риму.
У подальші роки Філіпп V прагнув вести самостійну зовнішню політику і відтворити військову силу Македонії. Хоча за договором з Римом македонська армія не повинна була перевищувати 5 тисяч чоловік, Філіпп щорічно набирав 4 тисячі воїнів, навчав їх і відпускав по домах, після чого набирав нових. У Македонії посилено розроблялися золоті копальні, створювалися запаси військових матеріалів і продовольства. Країна переживала економічний підйом, вивозячи у великих кількостях ліс, сіль і метали.
У 179 року Філіпп V помер. Рим спробував звести на македонський престол свого ставленика — сина Філіппа Деметрія, який жив довгі роки в Римі. Проте Деметрій був страчений, а на македонський трон зійшов інший син Філіппа — Персей, який став дуже популярний в Македонії і у всій Греції.
Новий цар почав готуватися до війни з Римом. Він укріпив економіку країни, створив 40-тисячну армію, заохочував зростання незадоволеності Римом в Греції. Так Персей оголосив, що в Македонії знайдуть притулок всі вигнані за політичні злочини і ті, хто втік від боргів, і що він поверне всім їх майно і права. Персей почав створювати антиримську коаліцію, до якої прилучилися Іллірія та Епір.
Римський сенат звинуватив Персея в порушенні колишніх угод, і весною 171 року римський флот з'явився біля берегів Македонії, а сухопутна армія висадилася у Аполлінії. Так почалася Третя Македонська війна (171–168 років до н. е.).
Спочатку військові дії велися мляво, хоча македонська армія завдала римлянам ряд поразок. Тоді римські дипломати постаралися знищити створену Персеєм антиримську коаліцію. Грецькі союзники Македонії (Іллірія, Епір і інші) з появою римських легіонів в Греції перейшли на сторону Риму. Персей спробував вести з Римом мирні переговори, але сенат відхилив всі його пропозиції, оскільки у римлян було правило не укладати мир після поразки.
У 168 року до римського війська прибув новий головнокомандувач — консул Луцій Емілій Павлус, батько якого загинув при Каннах. Консул був літньою, але енергійною людиною, римлянином старого гарту, воїном, випробуваним в боях, строгою і твердою людиною. Він швидко відновив у військах дисципліну і приступив до енергійних дій, витісняючи Персея з гірських ущелин, де той прагнув закріпитися.
Персей відступив до міста Підна. 22 червня 168 року тут і відбулася вирішальна битва Третьої Македонської війни. Напередодні битви, 21 червня, відбулося місячне затемнення, і багато хто почав говорити, що воно провіщає загибель правлячої македонської династії. Це підняло дух римлян і привело в смуток македонян.

## Сили сторін
Римське військо налічувало близько 38 тисяч чоловік, македонська армія — понад 40 тисяч чоловік, зокрема сильну кінноту.

## Хід битви
Перед початком битви армії були розділені річкою Левкос-потамос, і жодна сторона не наважувалася переправитися через неї на очах у супротивника. Молоді римські воєначальники квапили Емілія Павла вступити в битву, але він сказав: «Численні перемоги пояснюють мені помилки переможених і не велять нападати на фалангу, що приготовилася до бою». Але якось сталося, що македонська кіннота напала на римських фуражирів, що поверталися до свого табору. З обох боків до сутички кинулися підкріплення, і незабаром бій став загальним. Македонська армія переправилася назустріч римській і вишикувалася у грізну фалангу.
Попереду йшли фракійці, вид яких вселяв жах: величезного зросту, з блискучими щитами, в сяючих поножах, одягнені в чорні хітони, озброєні мечами. За ними йшли різні найманці. Далі — третя лінія, що складалася з самих македонян — добірні воїни, у розквіті сил, мужні, із сяючою позолоченою зброєю і новим пурпурним одягом.
Римський легіон (приблизно 4—4,5 тисячі чоловік) ділився на 30 дрібніших загонів — маніпул. На полі бою легіон шикувався в три лінії, по десять маніпул в кожній, у шаховому порядку. Зіткнення було страшним: фаланга змела легкоозброєних римлян, що стояли поперед власне легіонів, а потім і гастатів — воїнів першої лінії. Через деякий час почали здавати і принципи — досвідченіші бійці другої лінії римлян.
Емілій Павлус особисто надихав своїх воїнів на бій, тоді як Персей поскакав у місто нібито для того, щоб принести жертву Гераклу.
Раптом консул помітив, що македонська фаланга просувається вперед нерівномірно, з розривами. Він наказав частинам легіонів, проти яких з'явилися розриви фаланги, діяти незалежно один від одного і малими підрозділами, (центуріями, чи навіть напівцентуріями) уклинюватися в ці розриви і атакувати частини фаланги з боків.
Легіонери перших двох ліній, озброєні щитами і короткими мечами, прослизали мимо важких македонських пік і вступали в рукопашний бій, в якому перевага була на їхній стороні, оскільки македонці своїми короткими кинджалами не могли пробити міцні щити римлян, що закривали навіть ноги. Римляни ж мали важкі мечі, що наскрізь пробивали обладунки македонців.
У цей час маніпули третьої лінії охопили македонську фалангу з флангів і з тилу. Кіннота македонян не прийшла на допомогу і втекла з поля бою. Три тисячі македонських воїнів, що не припинили опір, були винищені, інші побігли. Почалася страшна різанина: і рівнина, і передгір'я були усіяні трупами, а води Льовкоса були червоними від крові навіть наступного дня.
Македонська армія була розбита, втративши 20 тисяч чоловік убитими і 11 тисяч пораненими.
Персей утік, але був наздогнаний і захоплений у полон римлянами, які зберегли йому життя, щоб він прикрасив тріумфальний в'їзд до Риму консула Емілія Павла. Цей тріумф тривав три дні, протягом яких безперервно вели полонених, проносили і везли дорогоцінну зброю витвору мистецтва, судини, наповнені золотом і сріблом.
Розбивши македонян при Підні, консул Емілій Павлус рушив з армією проти колишніх прихильників Персея — Іллірії та Епіра. Він абсолютно спустошив ці країни, розорив 70 епірських міст, 150 тисяч епіротів було продано в рабство.

## Підсумки
Македонська держава була знищена. Країна була розділена на чотири округи (союзи міст), кожен з яких був абсолютно самостійним — карбував свої монети і не мав права підтримувати між собою економічні і політичні зв'язки. Навіть укладати шлюби і купувати нерухомість дозволялося тільки усередині свого округу. Всі колишні царські чиновники були виселені до Італії і за спробу повернутися каралися смертю. Жителі округів повинні були доставляти до Риму щорічну данину в розмірі половини того, що вони платили своєму колишньому цареві.
Іллірія також була розділена на три округи й організована за прикладом Македонії. У Греції римляни покарали всіх, хто виступив на стороні Персея. Так, більше тисячі ахейців було відправлено до Риму як заручники, у тому числі і знаменитий згодом історик Полібій.
У 148 року до н. е., після придушення антиримського повстання, Македонію разом з Іллірією та Епіром було перетворена на римську провінцію.
Полібій вважав, що після битви при Підні почалося панування римлян у всьому світі, оскільки в цій битві римляни востаннє боролися з самостійною і цивілізованою державою, наступні війни вони вели проти варварів.